# Oorlogsverslaggever

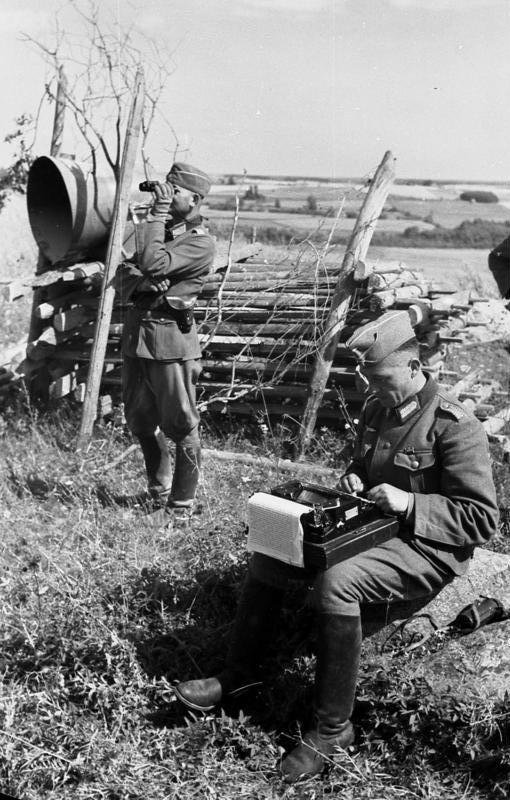
Oorlogsverslaggever tijdens de Tweede Wereldoorlog

Een oorlogsverslaggever of oorlogscorrespondent is een verslaggever (niet noodzakelijkerwijs een journalist) van de gebeurtenissen tijdens een gewapend conflict tussen een of meer landen, of tussen een of meer strijdende groepen.
Zolang er gewapende conflicten zijn, zijn er verslaggevers geweest. De eerst bekende verslaggever van de uitkomst van een gewapend conflict was de Griekse ijlbode Phidippides, die na de Slag bij Marathon (490 v.Chr.) terug naar Athene snelde om de in spanning wachtende bevolking te kunnen meedelen dat de Griekse soldaten de Perzen verslagen hadden.
Tijdens de Tweede Wereldoorlog werden oorlogsverslaggevers voor de eerste keer door de strijdende partijen ingezet ten dienste van propagandistische doeleinden. Omdat de belangen van de bevelhebbers en die van journalisten niet altijd parallel liepen, ontstonden hierdoor spanningen.

## Bekende oorlogsverslaggevers
- Peter Arnett
- Lothar-Günther Buchheim
- Robert Capa
- Blaise Cendrars
- Dexter Filkins
- Ferdinando Petruccelli della Gattina
- Chas Gerretsen
- Jean-Claude Guillebaud
- Ryszard Kapuściński
- Arnold Karskens
- Joseph Kessel
- Jack London
- Albert Londres
- Aernout van Lynden
- Curzio Malaparte
- George Orwell
- Herbert Reinecker
- Arturo Perez Reverte
- William Howard Russell
- John Steinbeck
- Olivier Todd
- Evelyn Waugh
- Olivier Weber